# Береш Олександр Михайлович
Олекса́ндр Миха́йлович Бе́реш (12 жовтня 1977, Первомайськ, Луганська область, Україна — 29 лютого 2004, Київ) — український гімнаст, призер Олімпійських ігор.

## Життєпис

### Ранні роки
Олександр розпочав зайняття гімнастикою у спорткомплексі «Юність». Першим його тренером була Ніна Сергіївна Колеснікова, тренер у Первомайській ДЮСШ олімпійського резерву облради спортивного товариства «Динамо» (вона тоді проводила відбір дітей у секцію гімнастики). До спортивної школи Береш потрапив сам у віці шести років, не повідомивши про це батьків. Під керівництвом Ніни Колеснікової освоїв ази гімнастики, а через півроку потрапив до Леоніда Олександровича Гурова. До другого класу займався також футболом, але пізніше, за рішенням Гурова, відмовився від нього на користь гімнастики.
Певний час Олександр Береш навчався в Луганському спортивному інтернаті, проте пізніше повернувся додому, де став займатися під керівництвом Ігоря Олександровича Писаренка. Перші змагання, у яких він взяв участь, відбулися в Луганській області. Там він зайняв третє місце та перше з фізичної підготовки, отримавши грамоту та значок. Після першого успіху став посилено тренуватися.

### Дебют у збірній
Тренера Береша Ігоря Писаренка запросили до Херсонського спортивного інтернату на посаду старшого тренера, після чого він покликав Береша із собою. У Херсоні Олександр швидко прижився і за рік занять у шостому класі потрапив у резерв збірної України. У 17 років дебютував у її основному складі. Спочатку він не вразив тренера Анатолія Шемякіна, оскільки той вважав Олександра слабким фізично. Однак, після довгих тренувань, Олександр показав свої здібності: під керівництвом Ігоря Коробчинського завоював ряд нагород на чемпіонатах Європи, світу та Олімпійських іграх.

### Міжнародні успіхи
На спортивній олімпійській базі в основний час тренувалися гімнасти дорослої збірної, а спортсмени молодіжної команди спостерігали за їхніми тренуваннями. Більшу частину гімнастів становили учасники Олімпіади 1992 року. Олександр виступав у збірній з 1994 року під десятим та одинадцятим номерами. У 1996 році він зазнав травми ліктя, але швидко відновився та вступив до інституту. Тим часом у збірній змінилося керівництво: старшим тренером став Володимир Шаменко, який серйозно посварився з Олександром. Той у підсумку припинив ходити на тренування та зайнявся навчанням. Після відсторонення Шаменка та приходу на посаду головного тренера Шемякіна Береш повернувся в команду.
У 1997 році в Угорщині відбулися міжнародні змагання, де Україну представляв тільки Олександр Береш, і там він сенсаційно здобув перемогу. Того ж року він дебютував на чемпіонаті світу й зайняв підсумкове 9 місце. Змагаючись із такими асами спортивної гімнастики, як Іван Іванков і Олексій Нємов, Береш посів третє місце на поперечці, і бронзова медаль стала єдиною нагородою для України. У 1998—1999 роках Береш багаторазово вигравав Гран-прі, але на офіційних чемпіонатах світу та Європи зазнавав невдач. На Літній Універсіаді 1999 став абсолютним чемпіоном.
У 2000 році Береша запросив до себе тренуватися Ігор Коробчинський. Саме під його керівництвом Олександр став абсолютним чемпіоном Європи, а на Олімпіаді в Сіднеї завоював срібло в командних змаганнях та бронзу в багатоборстві. Постійні травми призвели до того, що з 2001 року Олександр не виступав у багатоборстві через болі у плечах. Того ж 2001 року Береш здобув вищу освіту, закінчивши магістратуру в Херсонському державному університеті. У 2004 році Олександр планував у складі олімпійської збірної України виграти золоту медаль та повернутися в багатоборство.

### Загибель
Увечері 29 лютого 2004 року Олександр разом із товаришем по збірній Сергієм Вяльцевим на автомобілі Peugeot 307 повертався до Києва з олімпійської бази в Конча-Заспі, де був у гостях у свого друга. Під час виїзду на Обухівську трасу машина Береша потрапила в аварію, зіткнувшись із BMW 740 з номерами Верховної Ради. За кермом була Наталя Мартинюк, донька першого заступника Голови Верховної Ради комуніста Адама Мартинюка. Вже за три дні заступник міністра внутрішніх справ Петро Коляда заявив, що ДТП сталося з вини Олександра. Втім, суд встановив, що винуватцем аварії став водій BMW Сергій Антонюк, якого засудили на 5 років, але вдова Береша не отримала ані компенсацій, ані вибачень за звинувачення, ніби Олександр сам був винен в аварії.

## Особисте життя
Олександр зростав без батька. Познайомився зі своєю майбутньою дружиною після одного з чемпіонатів. У шлюбі в них народилася донька Валерія. За його власними словами, найбільше в людях цінував щирість та довіру. Своїм хобі вважав поїздки на природу, перегляд спортивних змагань, а також більярд і сауну. Планував збудувати у Херсоні приватну спортивну школу.

## Нагороди
- Орден «За заслуги» III ст. (6 жовтня 2000) — за досягнення вагомих спортивних результатів на XXVII літніх Олімпійських іграх в Сіднеї[8]
- Премія Кабінету Міністрів України за внесок молоді у розбудову держави за 2002 рік у номінації «За спортивні досягнення»[9]
- Стипендія Кабінету Міністрів України для знаменитих спортсменів, тренерів і діячів фізичної культури та спорту (26.04.2002)[10]
- Стипендія Кабінету Міністрів України для знаменитих спортсменів, тренерів і діячів фізичної культури та спорту (17.07.2003)[11]
- Державна стипендія (отримувач — донька загиблого — Береш Валерія Олександрівна) (01.04.2004)[12]

## Вшанування пам'яті
- Щорічно в Херсоні відбувається турнір пам'яті Олександра Береша.[13] Спершу турнір проводився двічі на рік: у день народження Береша (12 жовтня) у Первомайську та у день смерті (29, в невисокосний рік — 28 лютого) у Херсоні.[2] Проте, у зв'язку з російською окупацією Первомайська, турнір там не проводиться після 2013 року.[14]

- Переможець змагань на паралельних брусах на Олімпіаді в Афінах Валерій Гончаров присвятив свою золоту медаль Олександрові Берешу.